# Amaurobius pesarinii
Espèce
Amaurobius pesarinii est une espèce d'araignées aranéomorphes de la famille des Amaurobiidae.

## Distribution
Cette espèce est endémique d'Italie. Elle se rencontre dans les Apennins.

## Description
Le mâle holotype mesure 8,39 mm, les mâles mesurent de 6,75 à 9,33 mm et les femelles de 6,97 à 9,30 mm.

## Étymologie
Cette espèce est nommée en l'honneur de Carlo Pesarini.

## Publication originale
- Ballarin & Pantini, 2017 : A new species of Amaurobius C.L. Koch, 1837 (Araneae: Amaurobiidae) from Apennine Mountains (Italy) with the description of the male of A. pavesii Pesarini, 1991. Zootaxa, no 4276(4), p. 479-502.